# 榜山雷祖古庙
榜山雷祖古庙，位于中国广东省湛江市雷州市附城镇榜山村，为湛江市雷州市的一个市级文物保护单位，类型为古建筑，公布时间为1992年12月9日。
榜山雷祖古庙的历史年代为唐代。